# Debra Chasnoff
Debra Chasnoff (12 d'octubre de 1957 - 7 de novembre de 2017) va ser una cineasta documentalista i activista les pel·lícules que tracten temes progressistes de la justícia social. La seva productora GroundSpark produeix i distribueix pel·lícules, recursos educatius i campanyes sobre qüestions que van des de preocupacions ambientals fins a habitatges assequibles fins a la prevenció de prejudicis.

## Vida personal i educació
Debra Chasnoff va néixer el 12 d'octubre de 1957 a Filadèlfia. Chasnoff va créixer en una família jueva secular a un suburbi de Maryland de Washington DC, amb els seus pares i la seva germana petita, Lori. Va assistir al Wellesley College de Wellesley, Massachusetts, on va estudiar economia. Durant un breu temps després de la universitat, Chasnoff va treballar com a analista de tarifes de telecomunicacions representant clients amb funcions en la indústria de les armes nuclears. Chasnoff va deixar la professió perquè la seva feina no estava en línia amb les seves creences i aspiracions d'activisme social, i va començar la seva carrera com a activista social i productora de mitjans.
Va tenir dos fills: Noah Klausner Chasnoff, nascut el 1988, i Oscar Chasnoff Klausner, nascut el 1994. Chasnoff estava casat amb Nancy Otto, que treballa com a artista de bufat de vidre i consultora de recaptació de fons sense ànim de lucre.

## Carrera professional
Chasnoff va ser el productor sènior i president de Groundspark. La missió de GroundSpark és "crear pel·lícules i campanyes educatives dinàmiques que impulsin les persones i les comunitats a actuar per un món més just". Groundspark's Respect for All Project (RFAP), "pretén crear escoles i comunitats segures i lliures d'odi" mitjançant documentals i campanyes educatives que l'acompanyen.
Va ser becària visitant en polítiques públiques al Mills College i professora freqüent als campus universitaris d'arreu del país. Va ser Woodrow Wilson Visiting Fellow. Chasnoff havia estat membre i propietari de la companyia de distribució de pel·lícules New Day Films des de 1996 i ha exercit dues vegades com a presidenta del comitè de direcció de New Day. Va ser nomenada per l'alcalde Art Agnos. a la San Francisco Film and Video Arts Commission, on també va exercir com a vicepresidenta. Va formar part del consell assessor de Frameline (el Festival Internacional de Cinema Gai i Lèsbic de San Francisco), Jewish Voices for Peace i Power Up.

## Carrera cinematogràfica
Chasnoff ha dirigit i/o produït dotze pel·lícules als Estats Units des que va començar la seva carrera cinematogràfica el 1984.
Chasnoff va dirigir i coproduir Choosing Children el 1984 amb la seva parella en aquell moment, Kim Klausner. Aquesta pel·lícula va explorar la criança de fills entre persones del mateix sexe i va ajudar a llançar un profund canvi cultural pel que fa a la criança a la comunitat LGBTQ. Choosing Children mostrava sis famílies formades per pares del mateix sexe i nens incorporats a la família mitjançant l'adopció, la inseminació de donants, la criança d'acollida i les relacions anteriors.
L'any 1991 Chasnoff va dirigir i produir Deadly Deception: General Electric, Nuclear Weapons and Our Environment. Aquesta pel·lícula estava dirigida a General Electric (GE), la corporació militar multinacional, propietària de la National Broadcasting Company (NBC) i la Radio Corporation of America (RCA), i productora de components per a armes nuclears. El 1992 Chasnoff va guanyar l'Oscar per Deadly Deception i va agrair la seva aleshores parella, Kim Klausner, en el seu discurs d'acceptació, i així va «sortir de l'armari» públicament com a lesbiana.
Chasnoff va codirigir Homes and Hands—Community Land Trusts in Action el 1998 amb Helen S. Cohen. Aquesta pel·lícula explora l'habitatge i el desenvolupament comunitari als Estats Units i demana a les comunitats locals que exploren models de creació d'habitatges assequibles.
El 1999 Chasnoff va dirigir i produir Wired for What? una pel·lícula sobre tecnologia a l'educació. Una versió editada d'aquesta pel·lícula es va emetre l'any 2000 a la sèrie de PBS Digital Divide—Teachers, Technology, and the Classroom. Aquesta pel·lícula examina la informatització de l'educació per veure si la tecnologia fa que l'educació sigui més eficient i eficaç o emboti la creativitat de l'estudiant.
Chasnoff va dirigir i coproduir One Wedding and a Revolution el 2004 amb Kate Stilley. Aquesta pel·lícula de dinou minuts detalla la decisió política presa per l'alcalde de San Francisco Gavin Newsom per emetre llicències de matrimoni entre persones del mateix sexe per un temps curt a principis de 2004.
L'organització de Chasnoff, Groundspark, ha produït diverses pel·lícules com a part del seu projecte Respect for All. La sèrie inclou les següents pel·lícules, totes dirigides i produïdes per Chasnoff: Straightlaced—How Gender's Got Us All Tied Up, It's Elementary—Talking About Gay Issues in School, It's STILL Elementary, Let's Get Real, i That's a Family! It's Elementary—Talking About Gay Issues in School (1996) il·lustra com tots els joves es veuen afectats per l'estigma anti-gai i ha ajudat a escoles de tot el món a abordar els prejudicis contra els gais a l'aula. That's a Family! (2000) destaca una àmplia gamma d'estructures familiars, com ara famílies multiracials, famílies amb pares del mateix sexe i famílies monoparentals. Aquesta pel·lícula examina la diversitat des de la perspectiva d'un nen i es va projectar a la Casa Blanca. a un públic de més de 100 líders d'organitzacions nacionals d'infants, família, educació i drets civils el desembre de 2000. That's a Family! ha estat àmpliament elogiada per aquells que recolzen el seu paper en l'educació per a la diversitat, però també àmpliament atacat per organitzacions conservadores que consideren que és propaganda gai i inadequada per a un públic jove. Let's Get Real és una exploració de l'assetjament escolar a les escoles secundàries publicada el 2003. It's STILL Elementary considera els efectes i història política de It's Elementary. Straightlaced—How Gender's Got us All Tied Up explora les maneres en què els adolescents es veuen afectats per les pressions per conformar-se a les normes de gènere.
Chasnoff també va produir i dirigir Celebrating the Life of Del Martin que recull la commemoració commemorativa de la pionera lesbiana Del Martin que va morir el 2008. A Foot in the Door, dirigit per Chasnoff i produït amb Kate Stilley Steiner, és un documental breu (16 minuts) que mostra Kindergarten to College, el primer programa universal d'estalvis universitaris per a nens als Estats Units..

## Filmografia
- Choosing Children (1984) Director/Productor/Editor*
- Deadly Deception: General Electric, Nuclear Weapons and Our Environment (1991) Director/Productor*
- It's Elementary: Talking About Gay Issues in School (1996) Director/Productor
- Homes and Hands—Community Land Trusts in Action (1998) Co-Director
- Wired for What? (1999) Director/Productor
- That's a Family! (2000) Director/Productor
- Let's Get Real (2003) Director/Productor
- One Wedding and a Revolution (2004) Director/Productor
- It's STILL Elementary (2007) Director/Productor
- Straightlaced—How Gender's Got Us All Tied Up (2009)Director/Productor
- Celebrating the Life of Del Martin (2011) Director/Productor
- A Foot in the Door (2012) Director/Productor

## Premis, honors i nominacions
Per a Let's Get Real:
- Millor curt documental, premi Columbine, Moondance International Film Festival (finalista, millor curt documental)
- Festival Internacional de Cinema Familiar (Certificat de Mèrit, Festival Internacional de Cinema de Rochester)
- 2005 Notable Children's Video, American Library Association
- Premi de plata Parents' Choice 2005

Per That's a family:
- CINE Golden Eagle Master Series Award, pel·lícules sense difusió
- Primer lloc, Premis dels mitjans de comunicació del National Council on Family Relations
- Millor documental, San Francisco International Lesbian and Gay Film Festival
- Premi del Públic, Millor Curtmetratge, Festival de Cinema Gai i Lesbià de Barcelona
- Millor curt documental, Festival Internacional de Cinema de Santa Clarita
- Millor curt documental, Burbank International Children's Film Festival

Per a It's Elementary:
- CINE Àguila Daurada
- Documental de cinema destacat, premi GLAAD Media
- Premi Multicultural Media, National Association for Multicultural Education
- Millor documental, Festival de Cinema Gai i Lèsbic de Chicago
- Millor documental, Pittsburgh International Gai and Lesbian Film Festival
- Millor documental, Festival de Cinema Gai i Lèsbic de Santa Bàrbara
- Millor documental, Festival Internacional de Cinema Gai i Lèsbic de Santa Fe
- Millor documental, Festival Internacional de Cinema Gai i Lèsbic de San Francisco
- Millor documental, Torí (Itàlia) Festival Internacional de Cinema Gai i Lèsbic
- Premi del jurat, Festival de Cinema de Charlotte
- Premi del públic, Festival Internacional de Cinema Gai i Lèsbic d'Austin
- Millor pel·lícula educativa, Northern Lights (Alaska) International Film Festival
- Premi al Millor Llargmetratge del Públic, Festival Internacional de Cinema Gai i Lèsbic de Barcelona
- Silver Apple, Xarxa Nacional de Mitjans Educatius
- Silver Spire, Premis Golden Gate, Festival Internacional de Cinema de San Francisco
- Menció d'Honor, Festival de Cinema Gai i Lèsbic de Milà
- Premi d'Honor, Skipping Stones

Per a One Wedding & A Revolution:
- Millor curtmetratge femení, Festival Internacional de Cinema de Cleveland
- Premi Especial del Jurat, Festival Internacional de Cinema Gai i Lesbià de Barcelona
- Millor curt documental, Fire Island Film and Video Festival
- Preferit del públic, Festival de cinema gai i lèsbic de Fresno
- Preferit del públic, Pikes Peak Lavender Film Festival
- Millor curtmetratge i favorit del públic, Festival de cinema gai i lèsbic de Santa Bàrbara
- Millor curt documental, Festival de cinema gai i lèsbic de Long Island

Per a "Home and hands":
- CINE Àguila Daurada
- Silver Apple, Festival Nacional de Cinema i Vídeo Educatiu
- Certificat d'Excel·lència Creativa, Festival Internacional de Cinema i Vídeo dels EUA

Per a Deadly Deception:
- Premis Oscar, Millor Curtmetratge Documental
- Red Ribbon, Festival de Cinema i Vídeo Americà
- CINE Àguila Daurada
- Gran Premi, Festival Internacional de Cinema Ambiente-Incontri sobre Natura i Medi Ambient
- Gold Hugo, Festival Internacional de Cinema de Chicago
- El millor de la categoria (temes de guerra i pau), el millor del festival i elecció popular, EarthPeace
- Festival Internacional de Cinema
- Premi del jurat, New York Expo of Short Film and Video
- Primer lloc (independent), Festival Nacional de Cinema i Vídeo del Comtat de Marin
- Silver Apple, Festival Nacional de Cinema i Vídeo Educatiu
- Premi promocional, Ciutat de Friburg, Festival Internacional de Cinema Ecològica d'Okomedia
- Menció d'Honor, Black Maria Film Festival
- Menció d'Honor, Louisville Film and Video Festival
- Menció d'Honor, Premis Golden Gate, Festival Internacional de Cinema de San Francisco

Per a Choosing Children:
- Red Ribbon, Festival de Cinema Americà
- Millor documental, New England Film Festival
- Millor curt documental, Festival de Cinema Gai i lèsbic de Nova York
- Primer Premi, Festival Nacional de Cinema Educatiu
- Segon lloc, Consell Nacional de Relacions Familiars